# Gmina Górno
Die Gmina Górno ist eine Landgemeinde im Powiat Kielecki der Woiwodschaft Heiligkreuz in Polen. Ihr Sitz ist das gleichnamige Dorf.

## Gliederung
Zur Landgemeinde (gmina wiejska) Górno gehören folgende Dörfer mit einem Schulzenamt:
Bęczków
Cedzyna
Górno
Górno-Parcele
Krajno Drugie
Krajno Pierwsze
Krajno-Parcele
Krajno-Zagórze
Leszczyny
Podmąchocice
Radlin
Skorzeszyce
Wola Jachowa